# Южный Парк (23-й сезон)
Двадцать третий сезон американского анимационного телесериала «Южный Парк» впервые транслировался в США на телеканале Comedy Central с 25 сентября по 11 декабря 2019 года. В этом сезоне были запланированы «тёмные недели» (недели, в которые не появлялись новые эпизоды) после четвёртого и седьмого эпизодов.
В сентябре 2019 года сериал был продлён до 26-го сезона. 7 октября 2019 года сериал был запрещён в китайском Интернете, а видео, упоминания и дискуссионные форумы для мультсериала были удалены и закрыты в ответ на второй эпизод сезона «Группа в Китае». Позже в тот же день создатели «Южного Парка» Трей Паркер и Мэтт Стоун насмешливо извинились.

## Актёрский состав
- Трей Паркер — Стэн Марш / Эрик Картман / Рэнди Марш / П. К. Директор / мистер Гаррисон / Клайд Донован / мистер Маки / Стивен Стотч / Джимми Волмер / Тимми Барч
- Мэтт Стоун — Кайл Брофловски / Кенни Маккормик / Баттерс Стотч / Джеральд Брофловски / Крэйг Такер / Джимбо Керн / Иисус
- Эйприл Стюарт — Лиэн Картман / Шелли Марш / Шерон Марш / Венди Тестабургер
- Мона Маршалл — Шейла Брофловски / Линда Стотч

## Эпизоды
| № общий | № в сезоне | Название                                                           | Режиссёр    | Автор сценария | Дата премьеры    | Произв. код | Зрители США (млн) |
| --- | ---------- | ------------------------------------------------------------------ | ----------- | -------------- | ---------------- | ----------- | ----------------- |
| 298 | 1          | «Мексиканский Джокер» «Mexican Joker»                              | Трей Паркер | Трей Паркер    | 26 сентября 2019 | 2301        | 0.92              |
| Из-за того, что некоторые жители Южного Парка стали сами выращивать марихуану у себя дома, бизнес Рэнди начинает терять прибыль. Кайл по доносу Картмана отправляется иммиграционной полицией в детский лагерь для мигрантов. Там он предупреждает агентов, что плохо обращаться с детьми нельзя, потому что в этом случае человек может вырасти суперзлодеем. В комиксах у суперзлодеев всегда есть какая-то детская травма. |            |                                                                    |             |                |                  |             |                   |
| 299 | 2          | «Группа в Китае» «Band in China»                                   | Трей Паркер | Трей Паркер    | 3 октября 2019   | 2302        | 0.73              |
| Рэнди придумал как спасти свой бизнес, он будет расширяться на китайский рынок. В это время Стэн, Баттерс, Кенни и Джимми организуют дэт-метал группу. На детей выходит музыкальный продюсер, который собирается снять о группе байопик. С этим фильмом не всё идёт гладко. Чтобы фильм собрал в прокате больше денег, нужно выйти на китайский рынок, а для этого нужно угодить китайским цензорам.                          |            |                                                                    |             |                |                  |             |                   |
| 300 | 3          | «Прививки!!!» «Shots!!!»                                           | Трей Паркер | Трей Паркер    | 10 октября 2019  | 2303        | 0.95              |
| После заключения сделки с Китаем дела у Рэнди начинают идти в гору. Картман боится уколов и поэтому никогда не прививался. Эрик подводит под это целую философию, объявляя себя антипрививочником. |            |                                                                    |             |                |                  |             |                   |
| 301 | 4          | «Пусть они едят жижу» «Let Them Eat Goo»                           | Трей Паркер | Трей Паркер    | 17 октября 2019  | 2304        | 0.78              |
| Школьная столовая отказывается от вредной мясной пищи и на этой почве у Картмана начинаются проблемы с сердцем. Полотенчик предлагает Рэнди не выбрасывать отходы от конопли, а делать из них веганские бургеры и таким образом заработать на увлечении людей здоровым питанием. |            |                                                                    |             |                |                  |             |                   |
| 302 | 5          | «Хэллоуин на Ферме порядочности» «Tegridy Farms Halloween Special» | Трей Паркер | Трей Паркер    | 31 октября 2019  | 2305        | 0.84              |
| Рэнди пытается решить проблему своей дочери с марихуаной. Дело в том, что Шелли всем сердцем ненавидит «травку». Посещая выставку египетских древностей, Баттерс навлекает на себя древнее проклятье, его начинает преследовать мумия. |            |                                                                    |             |                |                  |             |                   |
| 303 | 6          | «Финал сезона» «Season Finale»                                     | Трей Паркер | Трей Паркер    | 7 ноября 2019    | 2306        | 0.84              |
| Рэнди арестован по обвинению в причастности ко взрывам частных плантаций с марихуаной. Президент Гаррисон заступается за Марша. Завершается посевной сезон, Рэнди собирается возвращаться в город. |            |                                                                    |             |                |                  |             |                   |
| 304 | 7          | «Настольные девочки» «Board Girls»                                 | Трей Паркер | Трей Паркер    | 14 ноября 2019   | 2307        | 0.85              |
| Несколько девочек вступают в школьный клуб любителей настольных игр и начинают обыгрывать мальчиков. В это время в спортивных соревнованиях по женским видам спорта победу за победой одерживает мужчина, который заявляет, что идентифицирует себя женщиной и несколько недель назад совершил трансгендерный переход. В прошлом этот человек был бойфрендом Сильной Женщины.                                                 |            |                                                                    |             |                |                  |             |                   |
| 305 | 8          | «Похитители какашек» «Turd Burglars»                               | Трей Паркер | Трей Паркер    | 28 ноября 2019   | 2308        | 0.66              |
| Врачи проводят маме Кайла процедуру фекальной трансплантации, поскольку у неё бактериальная инфекция. После процедуры Шейла преображается и её подруги начинают охоту за её фекалиями. Других же жителей города более привлекают фекалии спортсмена Тома Брэди. Кайл тем временем узнаёт о вездесущих микробах и начинает переживать по этому поводу.                                                                         |            |                                                                    |             |                |                  |             |                   |
| 306 | 9          | «Обычное кабельное» «Basic Cable»                                  | Трей Паркер | Трей Паркер    | 5 декабря 2019   | 2309        | 0.80              |
| В школе появляется новая симпатичная девочка Софи. У неё диабет и Скотт Малкинсон, страдающий этим же недугом, пытается понравиться ей. Для того чтобы впечатлить её, ему нужно выпросить у родителей подписку на Disney+. Отец же Скотта категорически против стриминговых сервисов, так как работает в компании предоставляющей кабельное телевидение.                                                                      |            |                                                                    |             |                |                  |             |                   |
| 307 | 10         | «Рождественский снежок» «Christmas Snow»                           | Трей Паркер | Трей Паркер    | 12 декабря 2019  | 2310        | 0.81              |
| В Южный Парк приходит Рождество. В дни праздников обычно увеличивается количество ДТП в городе, поэтому Санта проводит распоряжение, запрещающее в эти дни продажу алкоголя. Из-за этого взрослые становятся скучными и теряют дух Рождества. Всех спасает Рэнди, который распродаёт свои старые запасы марихуаны, а когда Санта запрещает и её, переходит на производство и продажу кокаина.                                 |            |                                                                    |             |                |                  |             |                   |